# Rollandia (planta)
Rollandia es un género de plantas  perteneciente a la familia Campanulaceae. Contiene 28 especies.
Está considerado un sinónimo del género Cyanea.

## Especies seleccionadas
- Rollandia alba H.St.John & W.N.Takeuchi
- Rollandia ambigua G.Don
- Rollandia angustifolia Rock
- Rollandia bidentata St.John
- Rollandia calycina G.Don.